# افان اکوکو
افان اکوکو (انگلیسی: Efan Ekoku؛ زادهٔ ۸ ژوئن ۱۹۶۷) یک بازیکن فوتبال اهل نیجریه است.
از باشگاه‌هایی که در آن بازی کرده‌است می‌توان به باشگاه فوتبال ساتون یونایتد، شفیلد ونزدی، باشگاه فوتبال ای.اف.سی بورنموث، باشگاه فوتبال ویمبلدون، نورویچ سیتی، باشگاه فوتبال گراس‌هاپر زوریخ، و باشگاه فوتبال برنتفورد اشاره کرد.
وی همچنین در تیم‌های ملی فوتبال نیجریه نیجر بازی کرده است.